# Monzón

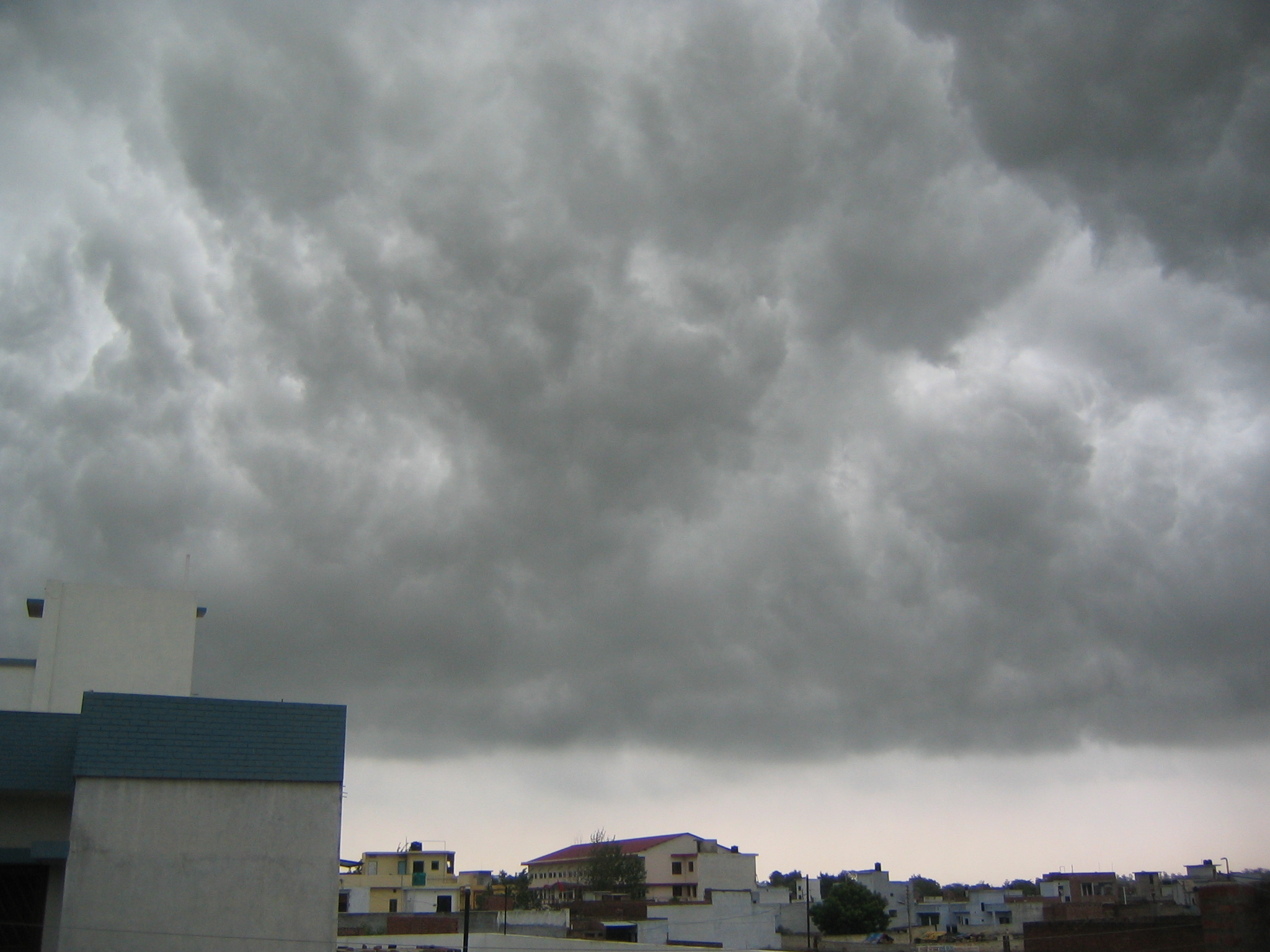
Nubes monzónicas sobre Lucknow, India.

El monzón es un viento estacional que se produce por el desplazamiento de la Zona de Convergencia Intertropical. En verano los vientos soplan de sur a norte, cargados de lluvias. En invierno, son vientos del interior que vienen secos y fríos, especialmente en el océano Índico y en el sur de Asia. El monzón del suroeste que arranca de la costa de Kerala, en la India, comienza generalmente en las primeras semanas de junio y pese a esta definición original del término, posteriormente se ha usado como sinónimo de lluvia en verano, independientemente de su causa o lugar donde suceden.

## Etimología
Monzón deriva del portugués monção, tomado del árabe mawsim (موسم «temporada / estación»).

## Procesos

Fechas de comienzo y corrientes de viento principales de los monzones de verano en la India.

Los monzones son provocados porque la tierra se enfría y se calienta más rápido que el agua, de acuerdo con el proceso de la  alternancia del aire. Por lo tanto, en verano, la tierra alcanza una temperatura mayor que el océano.  Como el viento sopla desde áreas de alta presión (anticiclones) hacia áreas de baja presión (ciclones) con el fin de igualar ambas presiones, la lluvia es producida por el aire húmedo elevándose y enfriándose por ese ascenso en las montañas.  Cuando el sol calienta las tierras, las brisas soplan en sentido inverso, del mar a la tierra.
Está a una temperatura mayor, así, el aire se eleva, causando un área de baja presión en el océano. El viento ahora sopla desde la tierra hacia el océano. Pero como la diferencia de temperaturas es menor que durante el verano, el viento que sopla desde anticiclón a la borrasca no es tan constante. 
Los monzones se producen típicamente en las costas meridionales asiáticas en el Océano Índico y, sobre todo, en las laderas meridionales de la cordilleras más elevadas del mundo (Himalaya y Karakorum) donde se producen las lluvias más intensas de nuestro planeta, con más de 10 000 mm de agua al año (Cherrapunji, Assam), solo comparables a las que se registran en el noroeste de Colombia, en la depresión del y en la selva de Darién, ya en la frontera con Panamá.

## Sistemas monzónicos
A medida que se ha podido comprender mejor los monzones, su definición se ha ampliado para incluir casi todos los fenómenos asociados con el ciclo meteorológico anual en los continentes tropicales y subtropicales de Asia, Australia, América del Sur y África junto con sus mares y océanos adyacentes. En estas regiones es donde ocurren los cambios climáticos más dramáticos en la Tierra.
En un sentido más amplio, en el pasado geológico, los sistemas monzónicos han acompañado siempre la formación de supercontinentes como Pangea, con sus climas continentales extremos.

## Monzón en la India

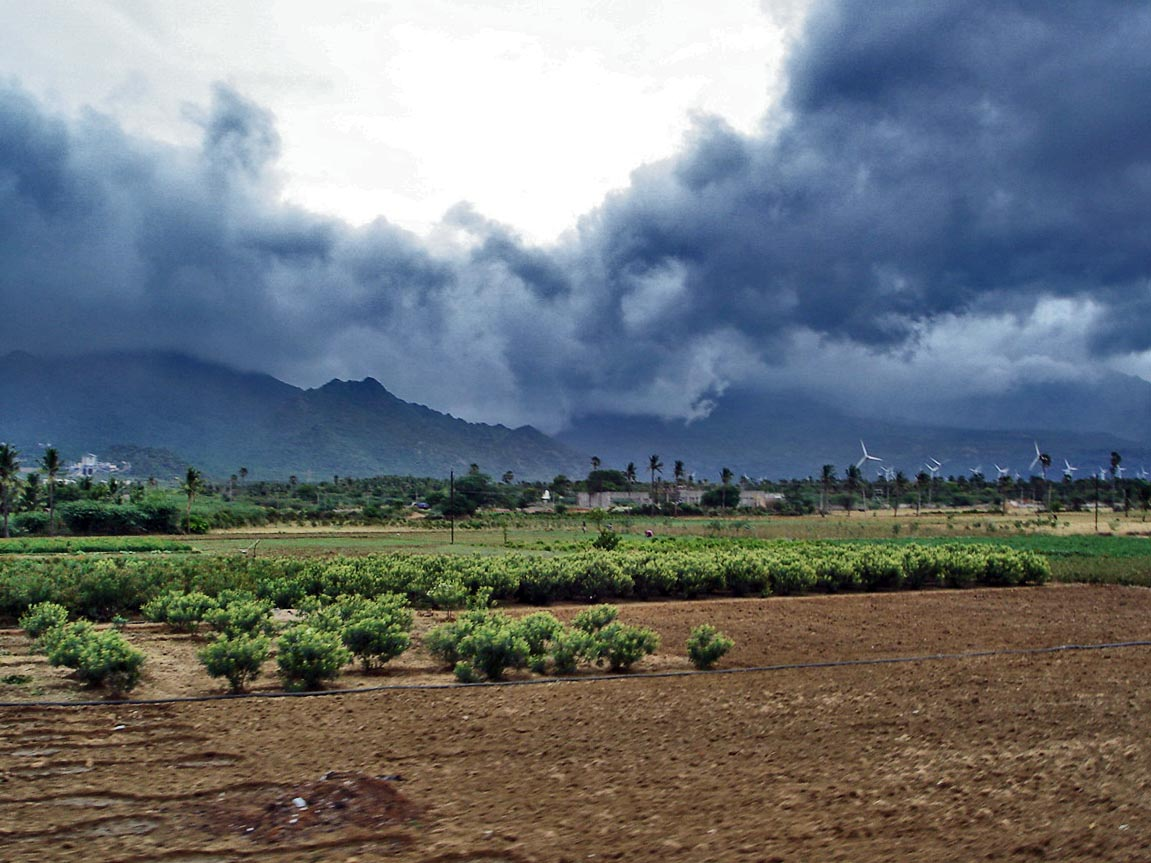
Avance de las nubes y chubascos monzónicos en Aralvaimozhi, cerca de Nagercoil, India.

### Monzón de verano
En el desierto de Thar en el norte de subcontinente indio, la temperatura diurna en verano es muy alta y el aire de la superficie se eleva en altitud causando una depresión local. Este es el origen (lugar) de la circulación que se establece con las costas del Océano Índico. El aire cálido y húmedo procedente del mar llega tanto del este como del oeste y converge en el Himalaya. Esta cadena de montañas fuerza al aire a elevarse y se enfría por la ley de los gases ideales y la humedad se condensa en forma de nubes y de lluvia. El flujo constante de aire húmedo produce abundantes lluvias y se pueden llegar a recoger hasta 10 000 mm de lluvia al año en algunos lugares [cita requerida].
Este monzón, que llega desde el suroeste, se divide en dos ramas debido a la orografía de la India. Estos son: el monzón del suroeste del Mar Arábigo y el del Golfo de Bengala. El viento llega primero a la región de las montañas Ghats en la costa del estado de Kerala en el suroeste de la India. La circulación del viento se divide en dos: la primera rama se mueve al norte a lo largo de la vertiente occidental de las montañas, mientras que la segunda pasa por el lado este de la meseta del Decán y sufre un efecto foehn, que lo deseca y produce solo lluvias ligeras y de distribución variable en la península del Decán.
El viento monzón de esta segunda rama pasa por la bahía de Bengala, donde se humedece por la evaporación de la superficie del mar, y luego corre hacia la desembocadura del Ganges y remonta la pendiente del Himalaya al este de las montañas de Birmania. Esta rama del monzón lleva la lluvia al noreste de la India, el Estado de Bengala Occidental,  Bangladés y Birmania.
La elevación del viento monzón se acentúa en esta región por la forma de embudo del delta del Ganges y las escarpadas montañas. El viento monzón, bloqueado por las montañas, debe girar hacia el oeste en la Llanura Indo-Gangética y la riega en abundancia. Cherrapunji, en el estado de Meghalaya, situada en la ladera sur del Himalaya, es uno de los lugares más húmedos de la Tierra. La humedad contenida en el monzón va desaguando gradualmente a lo largo de su trayecto y el noroeste de la India no recibe casi nada de lluvia, siendo una región muy árida.
Este proceso de desarrollo de lluvias del monzón de verano se establece de forma gradual en el subcontinente indio, por lo que la fecha de su comienzo puede variar entre marzo y junio dependiendo de la región, y la de su término, de septiembre a noviembre. A veces sucede que se debilita durante algunos años, o que se interrumpe por diferentes períodos.

### Monzón de invierno
A partir de septiembre, las temperaturas diurnas disminuyen en el norte del subcontinente, con días más cortos y la temperatura desciende por la noche en estas zonas del desierto. Un gran anticiclón térmico llamado anticiclón siberiano, se forma en la región del lago Baikal. Las áreas de subsidencia que lo recubren son alimentadas en altitud por vientos de ascendencia que mantienen entonces la ZCIT en las regiones húmedas del Hemisferio Sur, principalmente por encima de Indonesia, al noreste de Australia y las costas orientales de África.
En estas condiciones, los vientos alisios nacen al sur del anticiclón de Siberia y van en dirección sureste para dirigirse hacia la ZCIT, que está al sur del ecuador. Debido a que el océano Índico se enfría más lentamente que el continente que lo rodea, estos vientos alisios se mezclan con la advección de aire polar que rodea al anticiclón de Siberia y forma con ellos corrientes del noreste que soplan de la tierra al mar. Antes de llegar a la India, el aire debe franquear los Himalayas y sufre, por lo tanto, un fuerte efecto foehn que lo deseca aún más y lo recalienta considerablemente. La circulación de los vientos se establece así por los mismos corredores que el monzón de verano utilizó durante el verano en los valles del Ganges y el Indo, dando lugar al monzón del noreste o «monzón seco».
Este viento despeja el cielo en el norte del continente, pero una vez que pasa por el océano Índico acumula humedad por la evaporación de la superficie del golfo de Bengala. Este monzón de invierno a continuación, pasará por las islas y el sureste de la India y forma nubes al subir las laderas de estas regiones. Estas lluvias son menos abundantes que durante el monzón de verano, pero ciudades como Madrás y los estados, tales como Tamil Nadu se benefician de él. Estos lugares recibe el 50% a 60% de la precipitación anual durante este monzón.

### Impacto en la economía y cultura indias

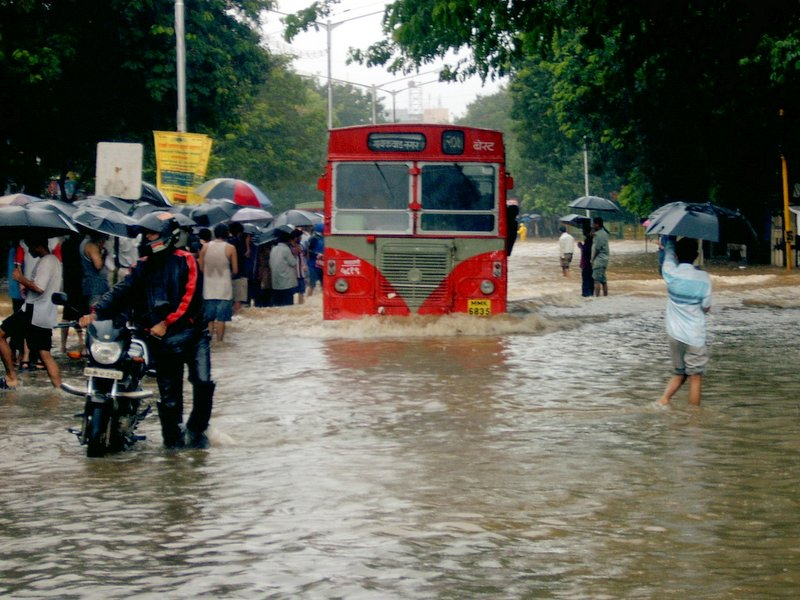
Un monzón particularmente violento en Bombay en agosto de 2005.

El monzón de verano produce un ochenta por ciento de la precipitación total en las zonas afectadas. El regreso del monzón tiene un ritmo desigual ya que, de un año para otro, las lluvias tienen una duración y una intensidad diferentes. El monzón es beneficioso, ya que riega la tierra, y a la vez perjudicial, cuando inunda las aldeas. Es irregular e impredecible.
El eterno retorno de los monzones es una sorpresa permanente: ¿Será temprano o tardío, abundante o débil, regular o brutal? Así, la agricultura en la India, que representa el veinticinco por ciento del producto nacional bruto y el setenta por ciento del empleo, depende del monzón. Cultivos como el algodón o el arroz,  tienen una alta demanda de agua. Un monzón débil, el retraso del mismo o interrupciones prolongadas se convierten en un giro dramático para cientos de millones de indios y bangalíes, cuya vida económica depende completamente de la contribución de estas lluvias monzónicas. Durante los años 1990, la sequía causada por un cambio en el patrón clásico de la temporada de los monzones causó daños humanitarios y financieros importantes.

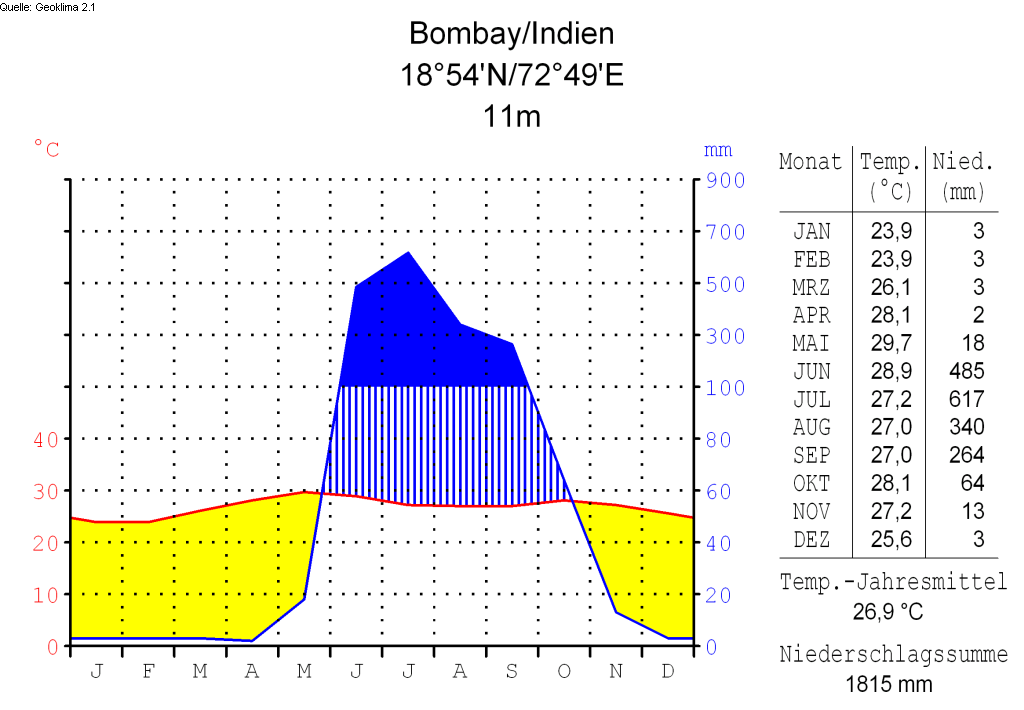
Diagrama climático de Bombay en India con la lluvia (línea azul) y temperatura (línea roja).

En sus oraciones, una nación de agricultores pide un buen monzón, sin el cual el país se sumirá en la hambruna. La peregrinación se utiliza para obtener un mundo doblemente mejor, más rico y más justo. Pues, todo el año sujetos a la  jerarquía de castas, los peregrinos quieren, durante el tiempo de su devoción, vivir en un mundo igualitario en el que todos los creyentes sean iguales ante los ojos de los dioses.
El monzón es también popular entre los habitantes de la ciudad, ya que enfría la atmósfera. En efecto, el cielo nublado deja  pasar menos radiación solar y mantiene la temperatura ligeramente más baja que durante el periodo precedente al monzón. Sin embargo, la humedad aumenta considerablemente y la lluvia inunda las calles. Las lluvias, de este modo, dañan muchos edificios, sobre todo en las calles en cuesta. Cada año se producen muertes por ahogamiento y por las enfermedades transmitidas por insectos que se reproducen bien en estas condiciones. Algunos años, como el 2005, hubo miles de muertos debido a las inundaciones. Recientemente, algunas zonas áridas como el desierto de Thar han sufrido inundaciones cuando se prolongó la estación del monzón.

## Ampliación del concepto
Desde que el sistema del monzón es mejor comprendido, su definición se ha ampliado para incluir a casi todos los fenómenos relacionados con el ciclo anual del Clima en las regiones  tropicales y las regiones subtropicales de Asia, Australia, América del Sur, África y en los mares y océanos regionales. Todas estas regiones tienen los ciclos climáticos más potentes y más espectaculares de nuestro planeta, la Tierra, y es especialmente el monzón de verano que predomina en estas áreas. El monzón en el sur de China y Asia del Sur se inscribe en el mismo ciclo que el de la India. Se produce con alguna diferencia en otras regiones y no se puede hablar en general de monzones de invierno en ninguna de estas regiones excepto en la India. Por último, los fenómenos de los monzones siguen siendo marginales en las zonas tropicales y subtropicales de América, pero el término es utilizado con bastante frecuencia por el Servicio Meteorológico Nacional para designar a la temporada de lluvias en los desiertos del Oeste americano.

### Monzón africano

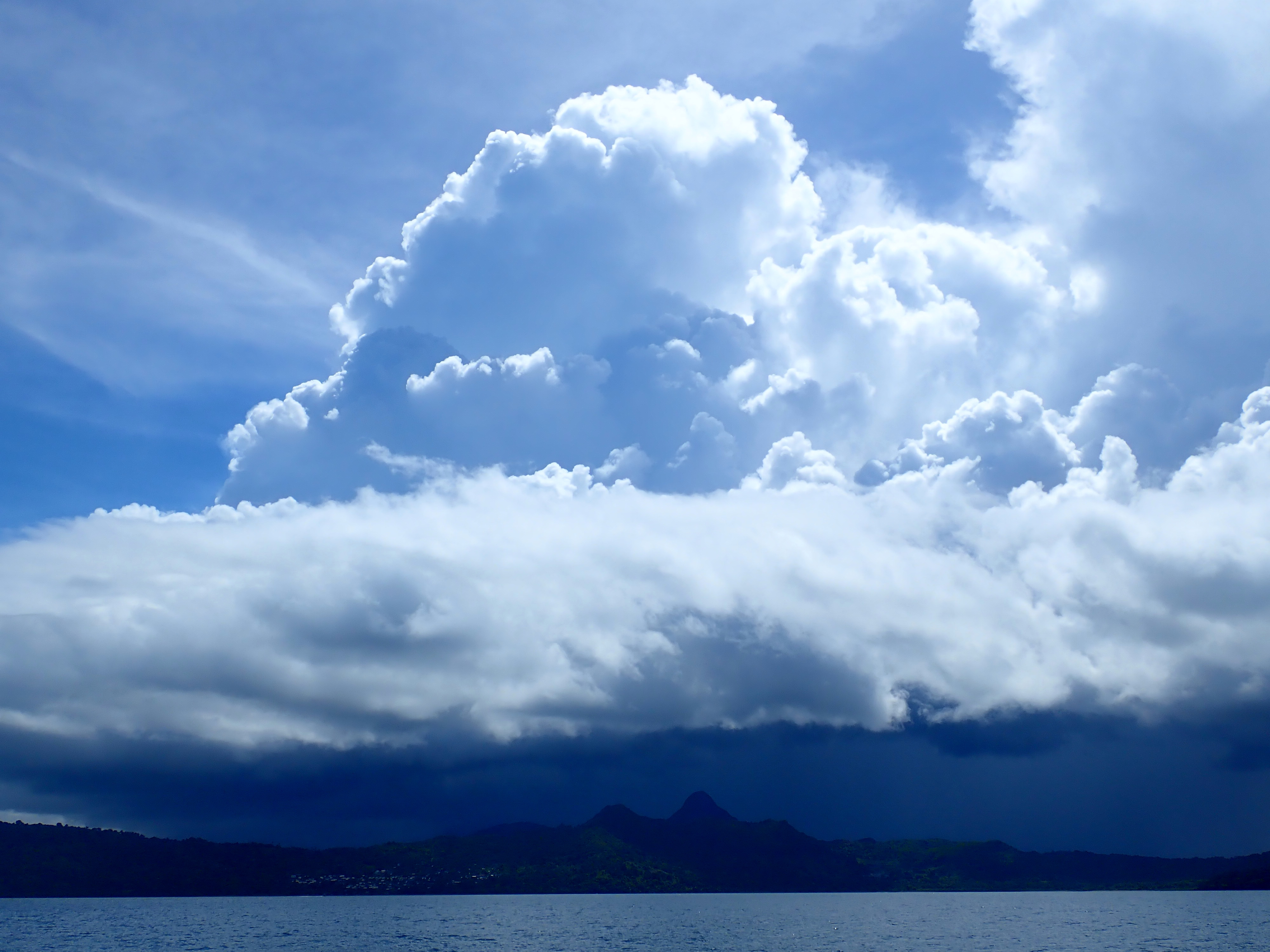
Monzón africano por encima de Mayotte.

El caso más llamativo en este sentido es el del África subsahariana. En el suroeste de esta región de África, hay un monzón que está relacionado con el desplazamiento semi-anual de la Zona de Convergencia Intertropical (ZCIT) y con la diferencia de recalentamiento del Sáhara y la costa del  Atlántico ecuatorial en el Golfo de Guinea. Los vientos alisios secos del nordeste, y en especial su forma más intensa de harmattan se cortan por el movimiento hacia el norte en verano de la ZCIT donde los vientos son ligeros. El cinturón húmedo de la costa africana se amplía, sin introducirse en el interior del continente, a diferencia de lo que sucede en la India o China.
El monzón de África occidental difiere en muchos aspectos del monzón asiático. El fenómeno es muy simétrico de oeste a este a gran escala, mientras que al comienzo en la India el flujo es más complejo. Otra diferencia importante, entre muchas otras, se encuentra en el hecho de que el monzón de la India parece más constante en términos de la precipitaciones que el monzón africano. La India nunca ha conocido más de dos años consecutivos de sequía durante el siglo XX, mientras que la región del Sahel ha sufrido la sequía desde principios de 1990.
El monzón de África sigue siendo un tema de estudio. De hecho, varía hasta un 40% de un año a otro, mientras que el monzón de la India oscila solo en un 10 %. Las regiones semiáridas del Sahel y Sudán tienen un período de lluvia muy aleatorio dentro de un flujo del sur, del que depende la supervivencia de la población.

### Monzón del sudeste asiático y Oceanía
En Asia del Sur, los monzones del sur de Asia se producen desde junio hasta septiembre, con vientos del noreste. La temperatura en el centro de Asia es menor de 25 °C porque es invierno, lo que crea un anticiclón sobre la región. La corriente en chorro en esta región se divide en una rama subtropical y otra polar. La primera corriente sopla sobre todo desde el noreste, con lo que aporta aire seco a la India y Asia meridional. Al mismo tiempo, una baja presión se está desarrollando en Asia sudoriental y Australia, cuyos vientos se dirigen hacia Australia, formando una convergencia húmeda.

### Monzón de América del Sur
El Litoral Argentino se ve afectado por el monzón de verano, en especial la provincia de Corrientes. La mayor parte de Brasil se ve influenciada por un monzón de verano. Río de Janeiro es famosa por sus inundaciones durante el mismo.

### Monzón de América del Norte
En América del Norte, la diferencia de temperatura entre los grandes desiertos del oeste de Estados Unidos y México y el Golfo de California sirve de motor a un monzón, conocido como monzón norteamericano que se extiende desde finales de junio hasta finales de septiembre. Comienza a lo largo de la costa y se extiende hasta el desierto durante este período. Afecta en México, a la Sierra Madre Occidental, y en Estados Unidos a los estados de Arizona, Nuevo México, Nevada, Utah, Colorado, Texas e incluso la parte sureste de California. Rara vez llega a la costa del Pacífico.
Este se asocia con episodios de tormentas breves pero torrenciales y no con lluvias continuas. De hecho, hace que grandes cantidades de humedad del golfo de México den lugar a un aire cálido e inestable. Esta humedad no se distribuye por territorios amplios, y las tormentas se producen cuando se presentan desencadenantes suplementarios. En general, las tormentas se producen y causan crecidas súbitas de los arroyos secos de estas áreas si el nivel del agua "precipitable" es superior a 34 mm. Hasta el setenta por ciento de la precipitación total anual en estas regiones cae durante el monzón. Las plantas se han adaptado a esta precipitación y los desiertos de Sonora y  Mojave, se consideran desiertos «húmedos». Estas lluvias también juegan un papel en el control de incendios forestales.

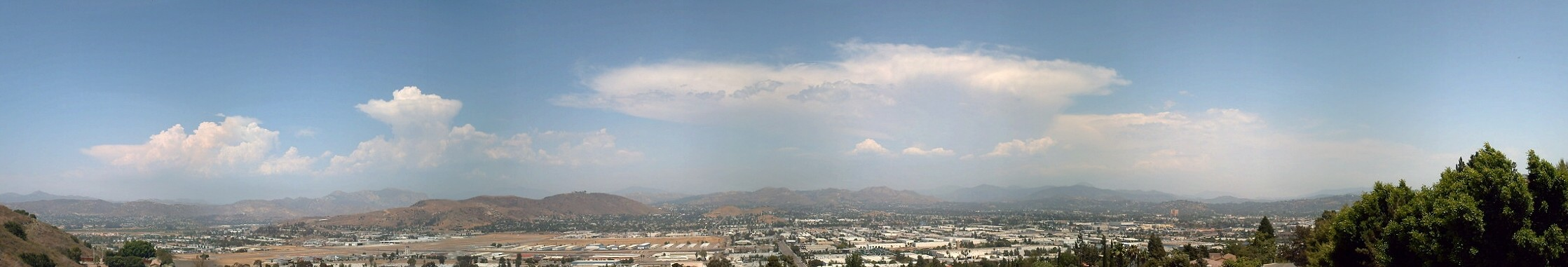
Tormenta vista desde El Cajón, California. Rara vez van más allá de las montañas que se ven al fondo, los Peninsular Ranges.